# 江副浩正
江副 浩正（えぞえ ひろまさ、1936年（昭和11年）6月12日 - 2013年（平成25年）2月8日）は、株式会社リクルートの創業者として知られる日本の実業家。「昭和最大の起業家」「東京大学が生んだ最大のベンチャー起業家」とも評されるが、「リクルート事件」の贈賄側人物としても知られる。また奨学金財団として江副育英会を創設し理事長を務めた。
東京大学在学中に就職斡旋の事業に着手してリクルートを創業し、大企業に成長させた。情報をビジネス化するという発想がなかった時代に、就職、転職、住宅などの情報を提供にはじまり、情報産業の旗手となった。

「自ら機会をつくり、機会によって自らを変えよ」は江副の遺した社訓として知られ、
江副の作ったリクルートは起業家集団としても知られ、日本最大のビジネスモデルとして現在も影響を与え続けている。
1988年（昭和63年）1月会長に就任、同年6月に「リクルート事件」報道が始まり、1989年（平成元年）2月に逮捕。リクルート裁判は14年間、開廷数322回に及び、日本の裁判史上記録的な数字であった。2003年（平成15年）3月、執行猶予付き有罪判決を受けた。
その後、1971年に自ら創設した人材育成を支援する財団法人江副育英会（現：公益財団法人江副記念リクルート財団）の活動に専念するとともに、オペラ振興事業、執筆業、慈善事業などを通じて活動していたが、2013年（平成25年）2月8日、東京都内で死去。

## 来歴

### 生い立ち
1936年（昭和11年）6月、大阪府大阪市天王寺区に生まれた。
豊中市立克明小学校から甲南中学校・高等学校を経て1960年3月、東京大学教育学部教育心理学科を卒業。
当時、甲南に通う生徒は、高級住宅地の芦屋、御影に邸宅を構える資産家の子弟か、中流以上の家庭の子弟が大半で、数学教師の息子にすぎない江副のような生徒は極く少数だった。中高の同級生にはプロテニス選手の石黒修がいた。
江副は勉強でもスポーツでも飛び抜けたところはなく、同級生の間に印象らしい印象を残していない。
江副以外は医大を目指す受験生ばかりで、東大受験を有利に運ぶため英語より受験生が少なく、問題も易しかったドイツ語を選択した。このような選択をする受験生は極めて稀であり、江副の東京大学合格は甲南の同級生たちの間でしばし話題となった。東京大学に在学中は佐賀県に縁のある松濤学舎に、入寮していた。

### 起業
大学在学中に財団法人東京大学新聞社で企業向けの営業を覚えた江副は、1960年、リクルートの前身である株式会社大学広告を設立した。起業時には、東京大学新聞編集部の先輩である森稔が経営する賃貸ビル「第2森ビル」の屋上に仮設事務所を借りて事業を行った。大学広告は大学新卒者向けの「企業への招待」（リクルートブックの前身）を発行し、求人広告という業界の地位を大きく向上させた。
リクルートの創業10周年記念には、返済不要の奨学金制度、リクルートスカラシップを創設した。

### 情報誌以外への進出
その後、不動産、旅行、転職情報などに進出した。営農事業のリクルートファーム（鹿児島県、後に岩手県）、 リゾート施設の安比総合開発株式会社（安比高原スキー場）、 住宅デベロッパーの環境開発株式会社（後のリクルートコスモス）などを設立している。

### リクルート事件
1988年（昭和63年）、いわゆる「リクルート事件」が発覚、国会での証人喚問に召喚された。同年、リクルート会長を退任。1989年（平成元年）2月に贈賄容疑で逮捕され、贈賄罪で起訴された。
リクルート事件における東京地裁での公判回数は322回であり、東京地裁での公判回数としては歴代1位である。検察側が提出した江副の供述調書に対して、弁護側がことごとく違法性を主張することをはじめ、検察・弁護双方が多くの争点を持ち出すこととなり、市販の解説書を読めば分かることまで証人尋問を求めるなど、公判が紛糾したためである。判決では大小53に上る争点について書かれた。
2003年（平成15年）に東京地裁にて懲役3年執行猶予5年の有罪判決を受け、被告人・検察とも控訴せず同判決は確定。
また、リクルート事件発覚後の1988年（昭和63年）8月には、自宅玄関に一発の銃弾が打ち込まれ、後の犯行声明によって当時一連の右翼テロ事件（赤報隊事件）の一つと判明した。

### 晩年
1992年（平成4年）、ダイエー（現・イオン）はリクルート株の約10％を取得して傘下に収め、同株を売却した江副は約400億円の売却益を得られたとされた。この売却益に対して多額の納税を行ったため、高額納税者公示制度（いわゆる「長者番付」）により、納税額がこの年の全国1位として公表された。
1971年（昭和46年）にヴィンチェンツォ・ベッリーニの『ノルマ』を観て以来のオペラ愛好家でもあり、藤原歌劇団の依頼で理事長を務めたほか、2001年（平成13年）からオペラの興行団体「株式会社ラ ヴォーチェ」を設立してオペラ歌手の支援やオペラ公演の振興に尽力している。
リクルート事件に関しては、その多くを語ることはなかったが、2009年（平成21年）10月に告白手記『リクルート事件・江副浩正の真実』で当時の心情を初めて縷述した。2009年12月には、担当弁護士（多田武・石田省三郎・小野正典・伊豆田悦義）との共著『取調べの「全面可視化」をめざして　リクルート事件元被告・弁護団の提言』（中央公論新社、2010年10月に改訂版・中公新書ラクレ）を刊行している。
2013年（平成25年）1月31日、東北新幹線で盛岡から東京駅に到着した際に転倒し後頭部を強打。2月8日、肺炎のため東京都内の病院で死去。76歳没。江副は東京駅まで乗ってきた新幹線の網棚にボストンバッグを忘れており、中身を確認したところ100万円近い現金と会社四季報が入っており、最晩年まで株式投資を行っていた様子がうかがえたという。

## エピソード
- 江副のスキーの腕前はプロ級であり、安比高原スキー場（岩手県）を1981年（昭和56年）に開業したのもリクルートである[1][20][21]。リクルート社顧問デザイナーの亀倉雄策も筋金入りのスキーヤーであり、安比高原開発時には亀倉があらゆるデザインを一手に引き受けた[1]。
- ピーター・ドラッカーの著書『創造する経営者』に感銘を受けた江副は『リクルートの経営理念とモットー十章』を作成し、その中でも代表的な言葉である「自ら機会を創り出し、機会によって自らを変えよ」を印字した青いプレートを、社員全員の机に置いて回った[1]。

## 著書
- 『かもめが翔んだ日』朝日新聞社、2003年10月 ISBN 978-4021000812
- 『リクルートのDNA　起業家精神とは何か』角川書店「角川oneテーマ21」新書、2007年3月 ISBN 978-4-04-710087-9
- 『不動産は値下がりする！ 「見極める目」が求められる時代』中公新書ラクレ、2007年8月 ISBN 978-4-12-150252-0
- 『リクルート事件・江副浩正の真実』中央公論新社、2009年10月 ISBN 978-4120040764。改訂版・中公新書ラクレ、2010年8月 ISBN 978-4121503602。
- 『取調べの「全面可視化」をめざして - リクルート事件元被告・弁護団の提言』中央公論新社、2009年12月 ISBN 978-4120040771
- 『(英文版) リクルート事件・江副浩正の真実 - Where is the Justice?』講談社インターナショナル、2010年8月 ISBN 978-4600015381

## 評伝
- 馬場マコト; 土屋洋『江副浩正』日経BP、2017年12月。ISBN 978-4822258689。
- 佐野眞一『あぶく銭師たちよ!―昭和虚人伝』筑摩書房、1999年。ISBN 978-4480034458。
- 大西康之『起業の天才!　江副浩正 8兆円企業リクルートをつくった男』東京経済新報社、2021年。ISBN 978-4492062166。

## ドキュメンタリー
- NHK「アナザーストーリーズ　運命の分岐点」『リクルート事件　35年目の真相』2023年7月21日[22]

## テレビ出演
- NHK「THE INTERVIEW　今週の顔」『新入社員•就職情報の仕掛け人　江副浩正（リクルート社長）　インタヴュアー　草柳大蔵　1984年[23][24]
- 日本テレビ「ニュースドキュメント」『時の人』　1986年[25]
- 日本テレビ「進め！電波少年」『笑撃的電影箱』1994年2月6日
- テレビ朝日「サンデーフロントライン」『フォーカス　 緊急出演 江副浩正氏』　2010年10月24日